# 南賤機村
南賤機村（みなみしずはたむら）は静岡県の中部、安倍郡に属していた村である。現在の静岡市葵区南東部、賤機山と安倍川に挟まれた地域にあたる。

## 地理
- 山：賤機山
- 河川：安倍川

## 歴史

### 村名の由来
賤機山が所在することより。

### 沿革
- 1889年（明治22年）4月1日 - 町村制の施行により、安西井宮村、安西外新田、安西内新田、籠上村、籠上新田、伝馬町新田、与一右衛門新田、松富村、安西村が合併して発足。北賤機村と町村組合を結成し、本村に組合役場を設置。
- 1909年（明治42年）7月1日 - 大字安西井ノ宮・安西・安西内新田・安西外新田を静岡市に、大字籠上新田・籠上・伝馬町新田・松富・与一右衛門新田を北賤機村に分割編入。同日南賤機村廃止。北賤機村は賤機村に即日改称。
- 1932年（昭和7年）4月1日 - 賤機村が静岡市に編入。
- 2005年（平成17年）4月1日 - 静岡市が政令指定都市に移行し、旧村域は葵区となる。

## 交通

### 鉄道路線
後に安倍鉄道の井ノ宮駅、籠上駅、菖蒲ヶ谷駅、御新田駅、役場前駅および静岡鉄道静岡市内線の安西停留所が所在したが、当時は未開業。